# Dietfried Krömer
Dietfried Krömer (3. dubna 1938 Město Albrechtice, Slezsko, Československo – 19. srpna 2006 Mnichov) byl německý klasický filolog.

## Biografie
Dietfried Krömer se narodil ve Slezsku a po skončení druhé světové války byl se svou rodinou internován. Po propuštění se rodina v roce 1949 přestěhovala do Kulmbachu, kde Krömer navštěvoval gymnázium. Poté studoval klasickou filologii na Univerzitě ve Würzburgu a na Svobodné univerzitě v Berlíně. Zde ho odborně ovlivnil Rudolf Kassel, u něhož pracoval jako vědecký asistent. V roce 1971 získal doktorát za práci o Xenofontově díle Agesilaos.
Během vysokoškolských reforem sedmdesátých let se podílel na modernizaci studijního programu. Působil jako výkonný ředitel semináře klasické filologie a vedl výbor pro jednací řád Svobodné univerzity v Berlíně. Ačkoli habilitaci nedokončil, byl v roce 1973 jmenován asistujícím profesorem. Roku 1976 přešel na Kolínskou univerzitu, kde znovu pracoval jako asistent svého bývalého učitele Rudolfa Kassela, který nastoupil o rok dříve.
V roce 1978 získal trvalou pozici vědeckého pracovníka v instituci Thesaurus Linguae Latinae v Mnichově. Mezi jeho hlavní úkoly patřila revize citačního seznamu, která vyžadovala zkoumání latinské literatury z období delšího než 800 let. Roku 1983 byl jmenován odborným editorem, v roce 1990 se stal výkonným ředitelem a převzal odpovědnost za rozsáhlou administrativní agendu. Organizoval odborné konference, vedl přestavbu knihovních a archivních prostor, rozšiřoval knihovní fond a zaváděl nové počítačové technologie. Významně přispěl k digitalizaci výzkumu v rámci Thesaurus Linguae Latinae a podílel se na vydání publikací k jeho stému výročí.
V roce 2003 odešel do důchodu, o tři roky později zemřel v Mnichově ve věku 68 let.

## Dílo (výběr)
- Xenofony Agesilaos: Studie složení. Berlín 1971
- Slova se mění jako listy na stromě: 100 let Thesaurus Linguae Latinae. Přednášky událostí 29. a 30. ročníku Červen 1994 v Mnichově, Stuttgart / Lipsko 1995. ISBN 3-8154-7100-1
- Tezaurus příběhy. Příspěvky k The Histor Bögel (1876–1973) pro Historia Thesauri Linguae Latinae, Stuttgart / Leipzig 1996. ISBN 3-8154-7101-X